# Auguste de Saxe-Cobourg-Gotha (1867-1922)
Pour les articles homonymes, voir Auguste de Saxe-Cobourg-Kohary et Auguste de Saxe-Cobourg-Gotha (homonymie).
Titres
Officier de la marine austro-hongroise
1er mai 1893 – 1er janvier 1912
(18 ans et 8 mois)
Officier de la marine brésilienne
1er novembre 1885 – 15 novembre 1889
(4 ans et 14 jours)
Auguste Léopold Philippe Marie Michel Gabriel Raphaël Gonzague de Saxe-Cobourg-Gotha, prince de Saxe-Cobourg (ou  Auguste de Saxe-Cobourg-Kohary), né le 6 décembre 1867 à Petrópolis, au Brésil, et mort le 11 octobre 1922 à Schladming, en Autriche, est un prince austro-brésilien de la maison de Saxe-Cobourg et un officier des marines brésilienne et austro-hongroise.

## Famille
Le prince Auguste, né le 6 décembre 1867 à Petrópolis, est le deuxième fils du prince Auguste de Saxe-Cobourg (1845-1907) et de son épouse la princesse Léopoldine du Brésil (1847-1871). Ses parents, mariés à Rio de Janeiro le 15 décembre 1864, sont établis au Brésil. Après une première fausse-couche, le 2 mai 1865, la princesse Léopoldine donne le jour à un premier fils, Pierre, né le 19 mars 1866. 
Par sa mère, le prince est donc le petit-fils de l'empereur Pierre II du Brésil (1825-1891) et de son épouse la princesse Thérèse Christine des Deux-Siciles (1822-1889) tandis que, par son père, il descend du prince Auguste de Saxe-Cobourg-Gotha (1818-1881) et de son épouse la princesse Clémentine d'Orléans (1817-1907). Il est également un neveu de Ferdinand Ier de Bulgarie.
La naissance d'Auguste est suivie par celles de deux autres fils : Joseph en 1869, puis Louis en 1870. La princesse héritière Isabelle, sœur de Léopoldine, n’ayant pas encore d’enfant de son union avec Gaston d’Eu, les fils de Léopoldine se trouvent en bonne position dans la succession au trône de Pedro II. Hélas, le 7 février 1871, Léopoldine meurt des suites d'une fièvre typhoïde contractée lors d'un voyage en Europe, au palais Cobourg de Vienne, laissant orphelins ses quatre fils, dont l'aîné n'a pas encore cinq ans.

### Mariage et descendance
Le 30 mai 1894, le prince Auguste épouse, à Vienne, l’archiduchesse Caroline de Toscane (1869-1945), fille du prince Charles Salvator de Toscane (1839-1892) et de son épouse la princesse Marie-Immaculée de Bourbon-Siciles (1844–1899). De leur mariage naissent huit enfants :
- Auguste de Saxe-Cobourg-Gotha (Pola, 27 octobre 1895 – Gerasdorf 22 septembre 1909) ;
- Clémentine de Saxe-Cobourg-Gotha (Pola, 23 mars 1897 – Lausanne 7 janvier 1975) qui épouse, en 1925, Édouard de Heller (1877-1970), dont trois enfants ;
- Marie Caroline de Saxe-Cobourg-Gotha (Pola, 10 janvier 1899 – château de Hartheim 6 juin 1941). Handicapée mentale, elle est assassinée par les nazis au château de Hartheim ;
- Rainer de Saxe-Cobourg-Gotha (Pola, 4 mai 1900 – tué à Gyömrő, Hongrie, 25 mars 1945), épouse 1) en 1930 Johanna Károly de Károly-Patty (1906-1992), divorce en 1935, dont un fils, puis épouse 2) en 1940  Edith de Kózol (1913-1997) ;
- Philipp Josias de Saxe-Cobourg-Gotha (château de Walterskirchen, Poysdorf, 18 août 1901 – palais Coburg, Vienne, 18 octobre 1985) qui épouse morganatiquement, en 1944, Sarah Aurelia Halasz (1914-1994). D’où un fils ;
- Theresa de Saxe-Cobourg-Gotha (château de Walterskirchen, Poysdorf, 23 août 1902 – Villach 24 janvier 1990) qui épouse, en 1930, Lamoral von Taxis di Bordogna e Valnigra (1900-1966), dont quatre enfants. Leurs descendants portent le nom de Tasso de Saxe-Coburgo e Bragança ;
- Léopoldine de Saxe-Cobourg-Gotha (Gerasdorf, 13 mai 1905 – Hongrie 24 décembre 1978), célibataire ;
- Ernst de Saxe-Cobourg-Gotha (Gerasdorf, 25 février 1907 – Gröbming 9 juin 1978) qui épouse morganatiquement, en 1939, Irmgard Röll (1912-1976), sans postérité.

## Biographie

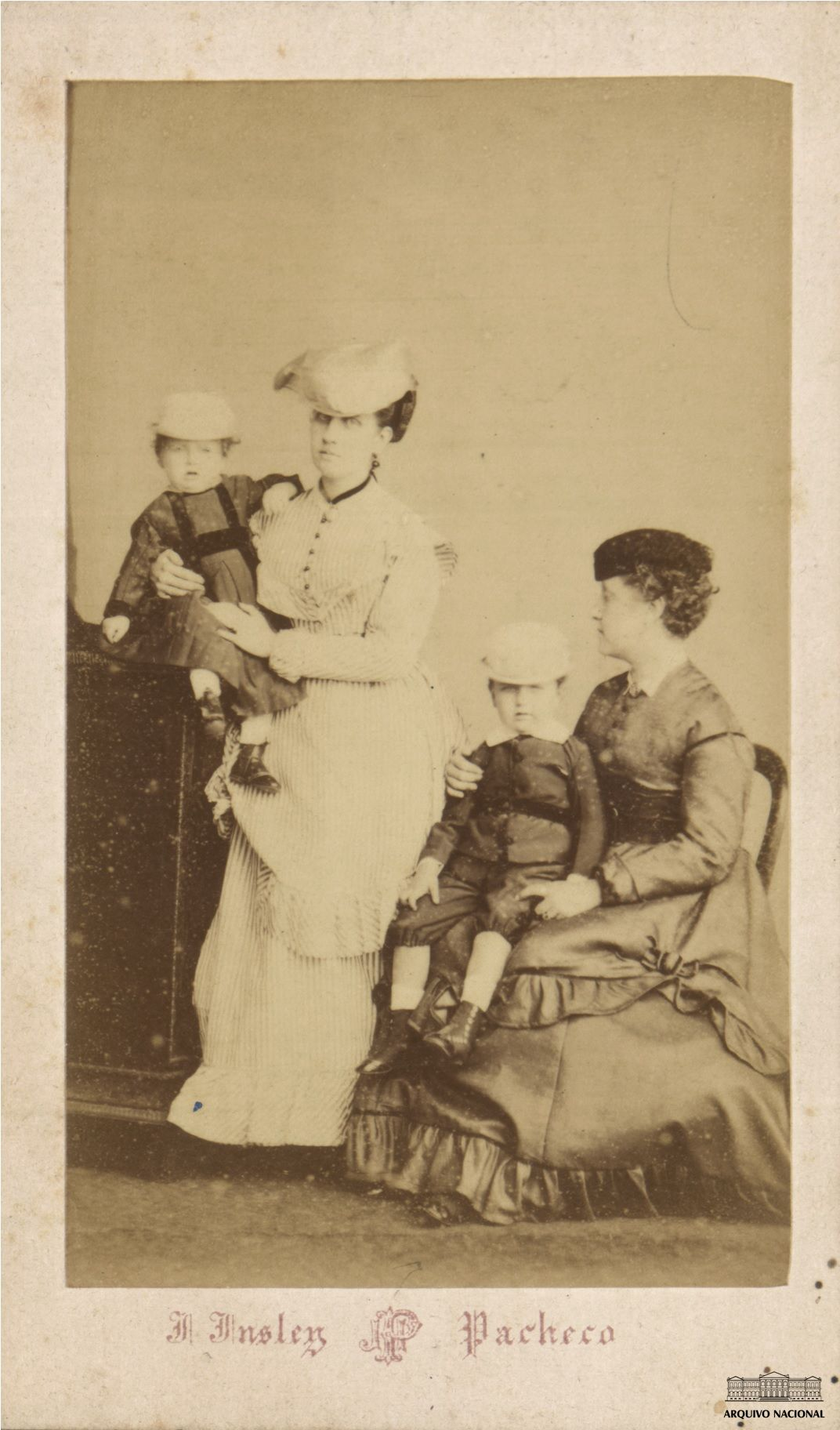
La princesse Léopoldine (debout) portant le prince Auguste et la princesse Isabelle (assise) ayant sur ses genoux le prince Pierre de Saxe-Cobourg-Gotha (Rio de Janeiro, 1866).

### Héritier du trône brésilien
Informés de la funeste nouvelle de la mort de Léopoldine, les souverains brésiliens se rendent l’Europe. Un conseil de famille s’organise à Vienne. Il est décidé que les deux fils aînés de la défunte Léopoldine, Pierre et Auguste, rentreront au Brésil avec leurs grands-parents. Ils y seront élevés en tant qu’héritiers présomptifs de l'empereur Pedro II. Quant à leurs deux plus jeunes frères, ils demeureront en Europe, sous la responsabilité des Cobourg. Conduits par leur père, Pierre et Auguste débarquent au Brésil en mars 1872. Les deux enfants se trouvent à présent sous l’autorité de leurs grands-parents maternels, l'empereur Pierre II et l'impératrice Thérèse-Christine, et partagent le quotidien de la famille impériale au palais de São Cristóvão do Sul.
La princesse impériale Isabelle du Brésil n'ayant pas encore d'enfant, Auguste et son frère sont considérés comme les héritiers présomptifs de l'empire brésilien. En 1875, cependant, après de nombreux espoirs déçus, la princesse impériale met au monde un fils, le prince Pierre d'Orléans-Bragance. Dès lors, les jeunes Saxe-Cobourg perdent leur place privilégiée dans l'ordre de succession au trône brésilien, d'autant plus que la princesse impériale, consolidant les droits de sa descendance, donne naissance à deux autres fils : Louis en 1878 et Antoine en 1881.
Pourtant, malgré leur relégation dans l'ordre de succession au trône brésilien, Pierre et Auguste demeurent au Brésil. À la demande de l'empereur, Manuel Pacheco da Silva, médecin, est désigné comme précepteur des princes Pierre et Auguste. Il constate que ses élèves parlent mal le portugais et ne s'expriment qu'en allemand. En 1874, Pierre est inscrit au Colégio Pedro II. En 1876, l’empereur Pedro II et son épouse effectuent un long périple en Europe d’une année et demie et laissent les aînés de leurs petits-fils au Brésil, les confiant à un précepteur. Il apparaît qu’au cours de cette période la princesse Isabelle, qui occupe la fonction de régente durant l’absence de son père, ne se soit pas grandement occupée de ses neveux. Pierre et Auguste en auraient gardé une certaine forme de rancune. Très isolés, les deux princes ne peuvent compter sur le soutien de leur père, qui vit principalement en Europe et ne vient les visiter qu’une seule fois, au cours de l’été 1879. Cette situation engendre d’importantes conséquences sur le développement personnel des deux princes et sur leurs relations avec leur famille.

### Officier de la marine brésilienne

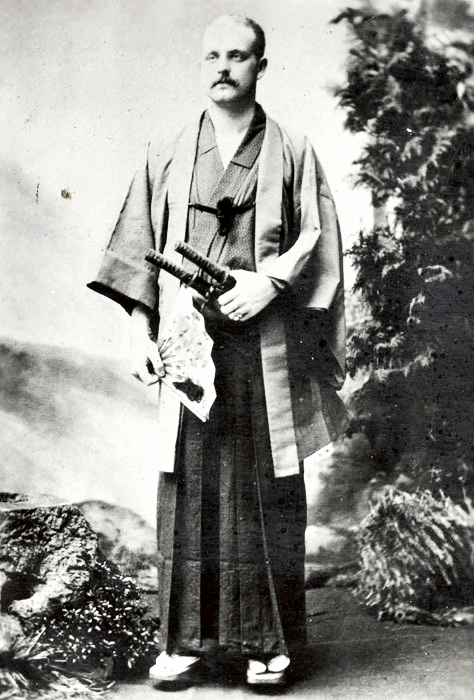
Le prince Auguste durant une escale du croiseur Almirante Barroso au Japon en 1889.

Tout comme son père, le prince Augusto se destine à une carrière dans la marine. En décembre 1882, il entre à l’Ecole navale de Rio, puis rejoint l’Académie navale. Une vie de voyages sur des bateaux brésiliens lui permet d’échapper à l’ennui de la cour impériale. Elevé au rang de guardia marinha en novembre 1885, il poursuit sa carrière en qualité d’officier dans la marine brésilienne. L’année suivante, il entreprend son premier grand périple qui le conduit jusqu’aux États-Unis. Ce voyage lui donne l’occasion de visiter de nombreux sites et de rencontrer quantité de personnalités, non seulement des officiels, mais aussi des célébrités, tel Buffalo Bill.
Peu optimiste quant à l’avenir de la monarchie, Auguste ne partage pas les ambitions politiques de son frère aîné Pierre qui veut jouer un rôle important dans son pays. Au fur et à mesure que passent les années, les caractères des deux princes s'affirment et se différencient. Élégant, brillant, farceur, grand amoureux du beau sexe, il est resté fidèle à la tradition militaire des maisons princières, et suivant la vocation paternelle et le goût de son grand-père pour la marine.

### Chute de la monarchie brésilienne
Quand éclate un coup d'État républicain au Brésil, le 15 novembre 1889, le prince Auguste se trouve d'ailleurs à bord d'un navire de la marine, dans l'océan Indien. Sur ordre de la nouvelle république brésilienne, il est débarqué à Colombo du navire de guerre, le croiseur Almirante Barroso, à bord duquel il effectuait son service. Il entreprenait depuis octobre 1888 un tour du monde et avait déjà vu, notamment, Sydney, Yokohama, Nagasaki, Shanghai, Hong Kong et Singapour et met plusieurs semaines à regagner l'Europe, où sa famille a été exilée.
Le 18 novembre 1889, la famille impériale avait quitté le Brésil à bord d’un vaisseau qui devait les mener en Europe, dans un premier temps à Porto, où l'impératrice Thérèse, quatre jours après l'annonce du bannissement définitif des souverains brésiliens, meurt d'une crise d'asthme, le 28 décembre. Au cours de la traversée, le comportement du prince Pierre avait paru de plus en plus étrange. Il semble bien que ce soit lui qui ait le plus mal vécu l’effondrement du régime. Il présente des troubles psychiques qui se manifestent par des idées fixes de persécution et ne s'améliorent guère avec le temps.

### En exil

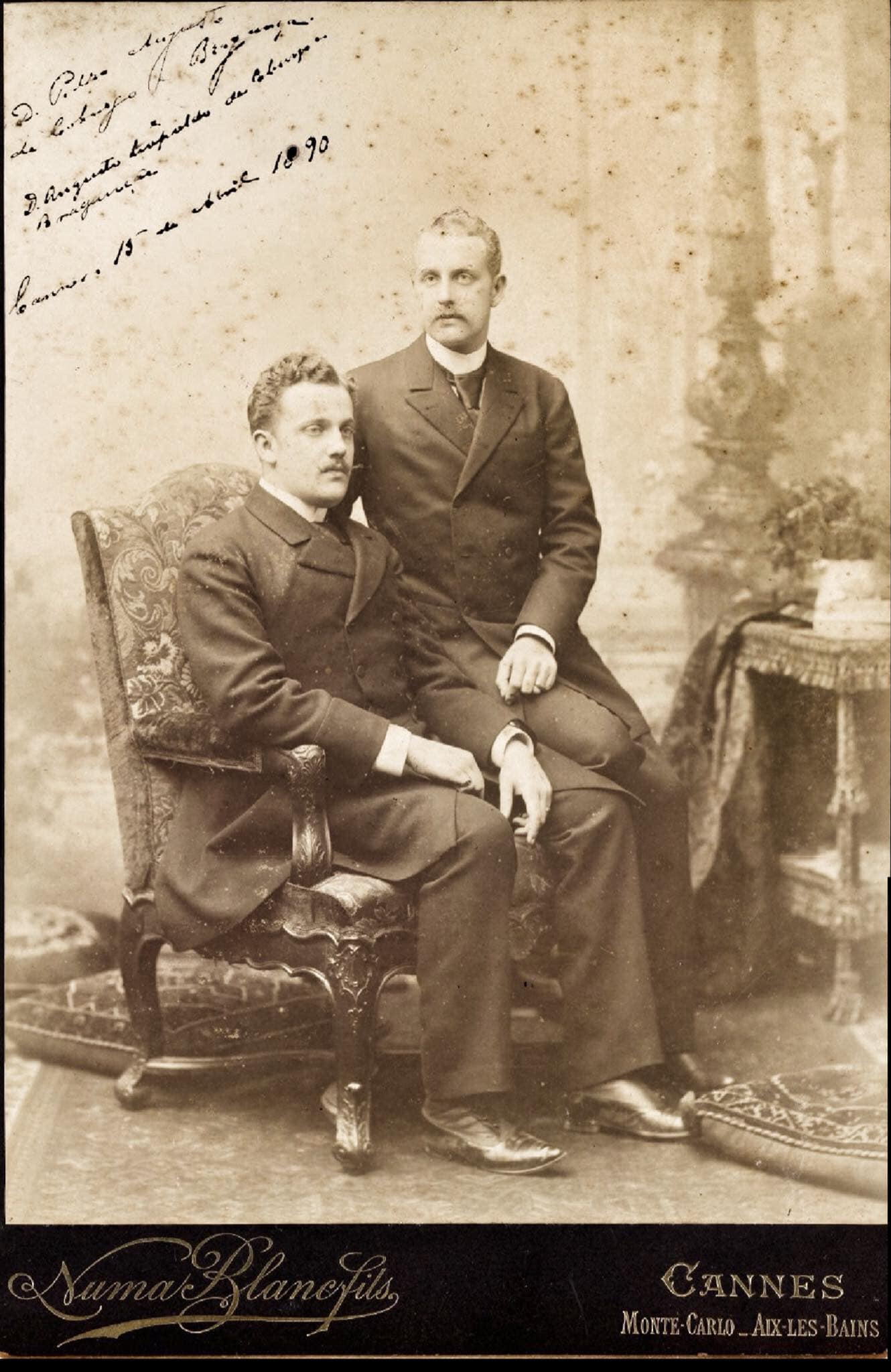
Pierre et Auguste de Saxe-Cobourg en exil à Cannes en 1890.

La famille impériale quitte peu après le Portugal pour s’installer dans un hôtel à Cannes. Bientôt le prince Auguste les y rejoint au début de l'année 1890. Bien qu'il refuse de démissionner, le jeune homme doit renoncer à sa carrière dans la marine brésilienne. Les adieux que lui ont faits ses compagnons, ainsi que son commandant, ont été chaleureux et très émouvants, le prince offrant à chacun un souvenir personnel. À présent, Auguste vient grossir le rang des exilés. À Cannes, les princes mènent une vie assez ennuyeuse et oisive. 
Fin septembre 1890, après quelques voyages en Europe, notamment à Paris en été où les deux princes ont visité Versailles, Auguste et son frère aîné se trouvent en Styrie avec leur père et leur grand-mère, la princesse Clémentine. Celle-ci écrit au sujet d’Auguste : « Il est bon et aimable et j’ai pour lui une affection particulière. Le nom porte bonheur ! ». Les princes se rendent ensuite à Vienne puis rejoignent leur grand-père à Baden-Baden.

### Officier de la marine austro-hongroise

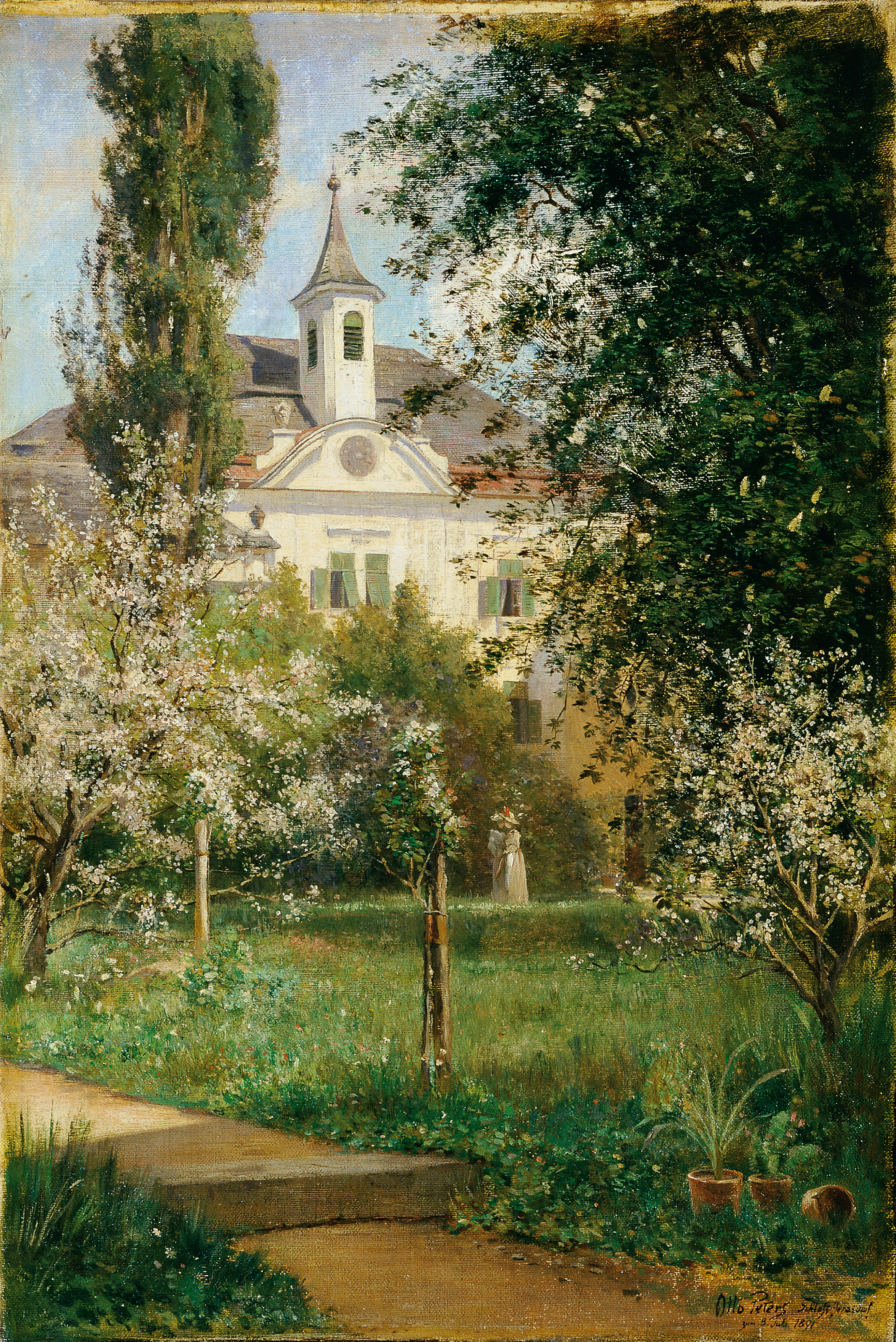
Le château de Gerasdorf bei Wien par Otto Seraphim Peters en 1891.

En 1891, le père d'Auguste, de concert avec l'empereur François-Joseph Ier d'Autriche s'accordent pour qu’Auguste entame une carrière dans la marine autrichienne l'autorisation de rejoindre la marine austro-hongroise. Cependant, il doit poursuivre une formation. Ayant demandé à pouvoir conserver sa nationalité brésilienne, il obtient cette faveur sans difficulté, bénéficiant d’un statut d’extra-territorialité tout comme son cousin, fils aîné de la comtesse d’Eu.
Le 5 décembre 1891, l'empereur Pedro meurt des suites d'une pneumonie. Auguste et son frère tentent également de récupérer des biens qui ont été confisqués par le régime républicain brésilien. Il s’agit de terres, d’obligations et de titres de propriété. Pierre écrit à son ami brésilien Joaquim Catramby, menaçant la République d’une intervention allemande, si ses droits ne sont pas respectés. La situation financière des princes est devenue déplorable. Seule la famille Saxe-Cobourg peut les secourir. 
En octobre 1892, alors qu'il est seul à Vienne, le prince Pierre traverse une grave dépression, qui oblige sa famille à l'interner définitivement au sanatorium Bonvicini de Tulln an der Donau. Auguste devient donc, en quelque sorte, l'aîné de la branche brésilienne de la maison de Saxe-Cobourg. La mort de son grand-père et l'internement de son frère agissent sur la santé d'Auguste et retardent sa préparation pour entrer dans la marine impériale autrichienne. On s’attendait à ce qu’il puisse l’incorporer dès le mois de mai 1892, mais une année supplémentaire de formation s’avère nécessaire et il devient enfin officier de la marine austro-hongroise le 1er mai 1893. Le fait qu’Auguste poursuive sa carrière au sein de la marine justifie son installation dans la ville de Pola (actuellement Pula, en Croatie) qui possède un port militaire.  
Dès son établissement à Pola, sa parenté ne tarde pas à chercher pour Auguste une compagne. Sa grand-mère, la princesse Clémentine, marieuse infatigable, a rapidement trouvé la candidate idoine. Il s’agit de l’archiduchesse Caroline d’Autriche-Toscane, de deux ans sa cadette et sœur de l'archiduc François-Salvator, gendre de l'empereur d'Autriche. Les fiançailles sont conclues le 17 décembre 1893. Le mariage qui a lieu au palais de la Hofburg, à Vienne, le 30 mai 1894, le lie encore davantage à l'empire d'Autriche et à la maison de Habsbourg.

### Père de famille nombreuse

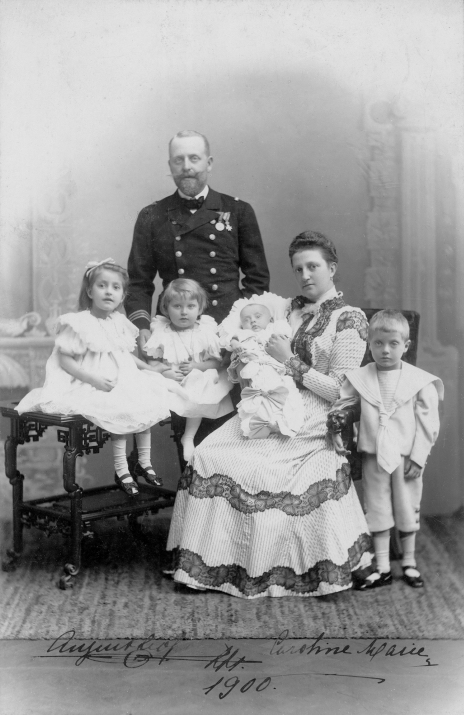
Le prince Auguste, son épouse et leurs quatre premiers enfants en 1900. Photographie de Victor Angerer.

Le prince Auguste devient père pour la première fois le 27 octobre 1895 lors de la naissance du prince Auguste. Tandis qu'il poursuit sa carrière d'officier de marine, son épouse donne le jour à sept autres enfants, dont le dernier, Ernst, naît en 1907. La famille quitte la villa de Pola en 1900 et s'installe durant deux ans au château de Walterskirchen à une soixantaine de kilomètres de Vienne avant d'acquérir, en 1902, une vaste villa à Gerasdorf bei Wien, en Basse-Autriche où le prince et les siens s'établissent.
Les déménagements successifs et l’agrandissement de sa famille coïncident avec un ralentissement de la carrière du prince au sein de la marine impériale. En décembre 1902, il est cependant promu K.U.K. Korvettenkapitän a.h.. Outre la marine, le prince Auguste s'adonne à d’autres passions : le violon et la chasse. Collectionneur, il se spécialisé dans les petits objets fabriqués en ivoire. Nostalgique de l’empire, il s’entoure également de nombreux souvenirs du Brésil.
La famille nombreuse du prince est marquée par un triste coup du sort : trois de ses enfants souffrent d’handicaps mentaux à des degrés divers, probablement dus à leur hérédité : Auguste, Marie Caroline et Léopoldine. 
L'harmonie familiale est troublée par la mort, le 14 septembre 1907, du père d’Auguste, qui meurt d’une crise cardiaque à Carlsbad. Ce décès oblige la famille à prendre une série de mesures. Pierre, le frère aîné d’Auguste étant toujours interné dans sa maison de santé, il faut réenvisager la gestion de ses biens et sa mise sous tutelle. Les biens du défunt sont divisés entre ses fils. Auguste hérite du château de Schladming, en Styrie, sorte de relais de chasse édifié en 1885 par le défunt. Deux ans plus tard, le 22 septembre 1909, meurt, des suites d'une maladie pulmonaire, son fils aîné Auguste à l'âge de 13 ans.

### Première Guerre mondiale

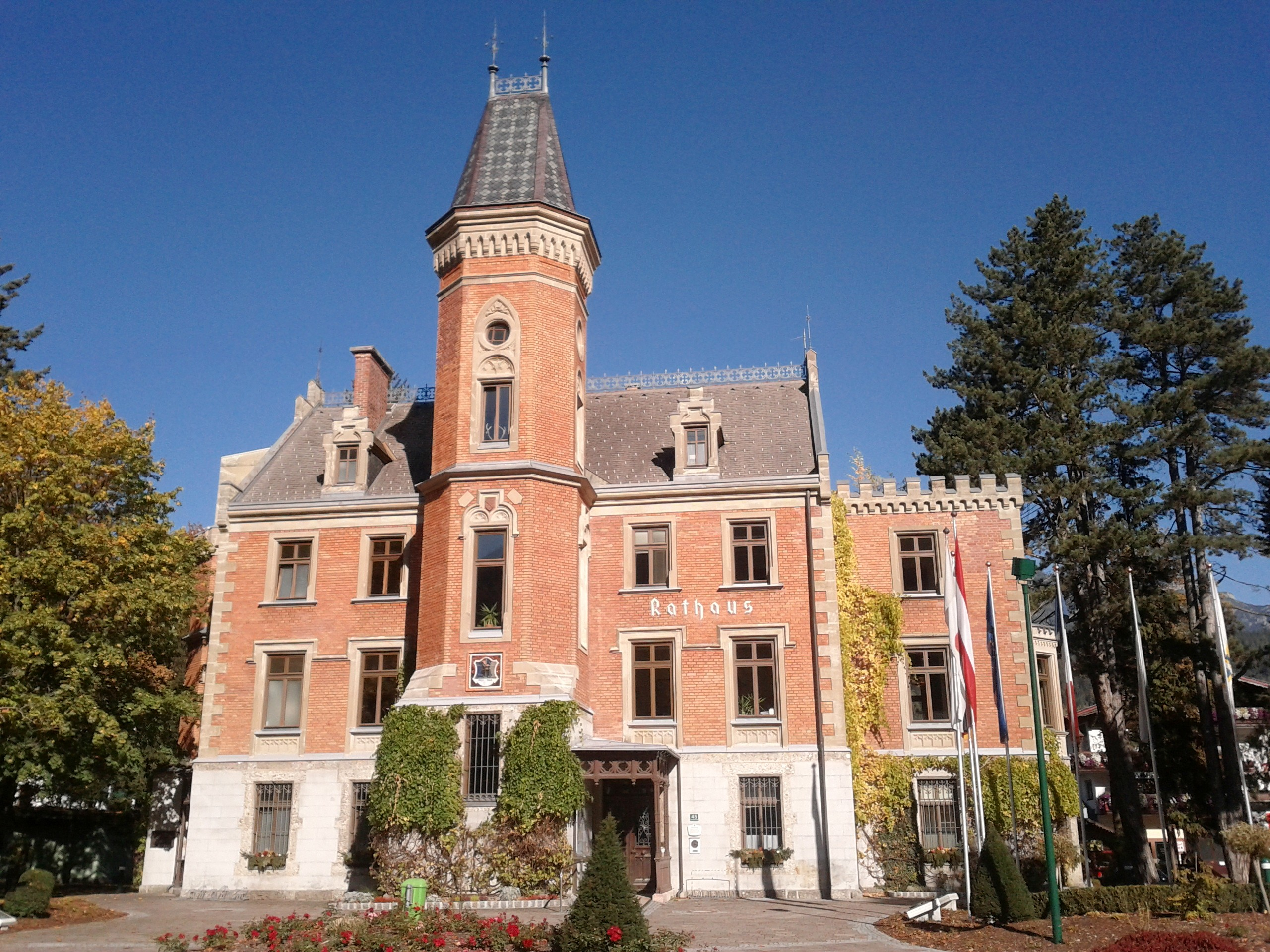
Le château de Schladming, résidence d'Auguste de Saxe-Cobourg à partir de 1919.

La première guerre mondiale éclate à l’été 1914. Mis à la retraite avec le grade de K.U.K. Fregattenkapitän depuis deux années, le prince Auguste ne prend pas part aux combats. En janvier 1917, Auguste est promu K.u.K. Linienschiffskapitän. a.h. B (Berufsoffizier), mais cette nouvelle nomination n’a aucun effet sur un rôle concret dans l’armée.    
Pourtant, la guerre entraîne de nouveaux soucis financiers pour les princes de Saxe-Cobourg. En effet, Auguste détient des participations dans le trust des Orléans, héritées de sa grand-mère Clémentine (morte en 1907). Or, la République française publie dès le 27 septembre 1914 un décret permettant de saisir et mettre sous séquestre tous les biens des maisons allemandes et de leurs alliés austro-hongrois présents sur le territoire français. De par son nom et son ancienne fonction militaire, et malgré le fait qu’il soit de nationalité brésilienne, le prince Auguste entre dans cette catégorie. Ses avoirs en France sont donc gelés. L’avenir de ses biens dans l’empire d'Autriche ne paraît pas plus prometteur. L’enlisement du conflit, les rationnements et les réquisitions n’épargnent personne, pas même la noblesse.   
En 1918, la chute de la monarchie autrichienne met en péril l'existence du majorat des Cobourg-Koharyà la tête duquel figure le prince Philippe de Saxe-Cobourg-Gotha, réputé le troisième homme le plus riche de l'Empire austro-hongrois.

### Dernières années

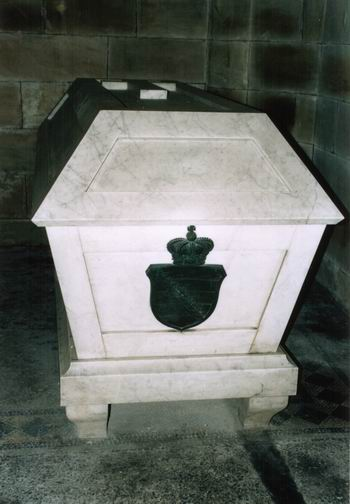
La sépulture du prince Auguste en l'église Saint-Augustin de Cobourg.

Le prince Auguste ne perçoit plus la rente liée au fidéicommis dirigé par son oncle Philippe de Saxe-Cobourg-Gotha, le contraignant à mener une vie plus modeste, à vendre la propriété de Gerasdorf et à s'installer avec sa famille, en 1919, au domaine de Schladming. 
Lorsque son oncle Philippe meurt à Cobourg, le 3 juillet 1921, il avait choisi comme héritier, non pas son neveu Auguste, ni Rainer le fils aîné survivant de ce dernier, mais il leur avait préféré son filleul et petit-neveu le prince Philipp Josias. Le prince Auguste a probablement été écarté de la succession en raison de son mauvais état de santé.
Il est certain que le prince Auguste a vu son état physique se dégrader depuis quelque temps déjà. Muni des sacrements de l’église, le prince meurt à Schladming, à 54 ans, le soir du 11 octobre 1922, après de « longues et lourdes maladies ». Son acte de décès précise que le prince est mort d'artériosclérose et d'infection des poumons. Le défunt est inhumé dans un caveau provisoire de la Annakapelle, en attendant la construction d’un mausolée dans l’église paroissiale de Schladming. Cependant, ses restes seront finalement transférés à l’église Saint-Augustin de Cobourg en 1933. Le prince laisse une veuve et sept enfants, tous encore célibataires.

## Honneurs
Auguste de Saxe-Cobourg est :
- Chevalier de l'ordre de Saint-Hubert (Bavière) ;
- Grand cordon de l’ordre de Léopold (Belgique) ;
- Grand-croix de l'ordre de la Croix du Sud (empire du Brésil) ;
- Grand-croix de l'ordre impérial de Pierre Ier (empire du Brésil) ;
- Grand-croix de l'ordre impérial de la Rose (empire du Brésil) ;
- Chevalier de la Légion d'honneur (France) ;
- Grand-croix de l'ordre de la Tour et de l'Épée (Portugal) (5 février 1903) ;
- Grand-croix de l'ordre de Saint-Alexandre (Bulgarie) ;
- Chevalier de l'ordre de l'Aigle noir (Prusse) ;
- Grand-croix de l'ordre de Saint-Alexandre Nevski (Empire russe) ;
- Grand-croix de l'ordre de la Maison ernestine de Saxe (duché de Saxe-Cobourg et Gotha) ;
- Grand-croix de l'ordre de Saint-Joseph (grand-duché de Toscane).